# بيقية رقيقة الأوراق
البيقية رقيقة الأوراق نوع نباتي يتبع جنس البيقية من الفصيلة البقولية. اسمه العلمي (باللاتينية: Vicia tenuifolia).

## الموئل والانتشار
موطنها بلاد الشام والمغرب العربي وكل مناطق أوروبا تقريبا.

## الوصف النباتي
نبات عشبي. الورقة ريشية مركبة تنتهي بمحلاق. الأزهار بنفسجية (انظر الصورة). الثمرة قرن.

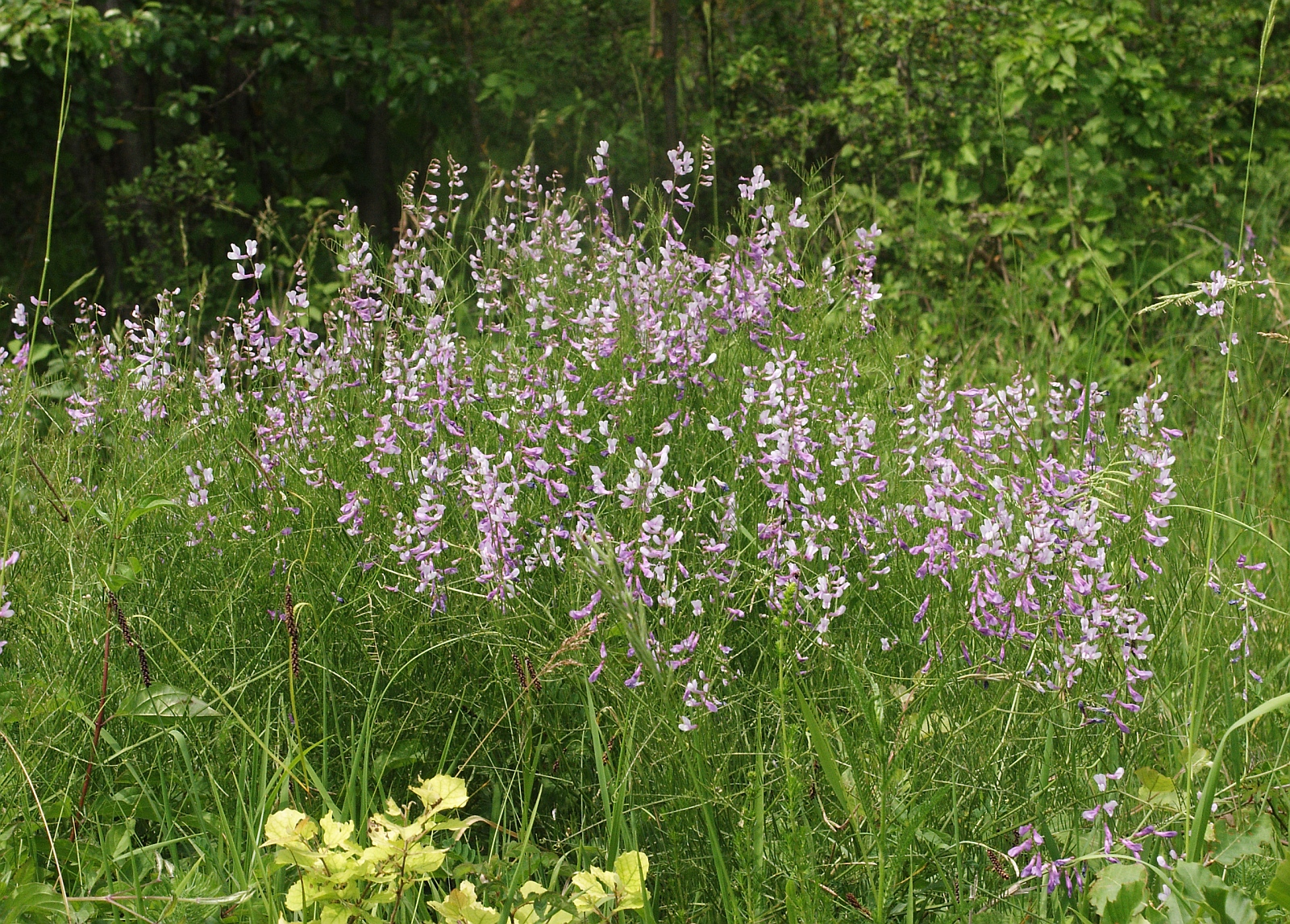
أزهار البيقية الرقيقة الورق الدالماتية